# Rinorea ituriensis
Rinorea ituriensis är en violväxtart som beskrevs av M. Brandt. Rinorea ituriensis ingår i släktet Rinorea och familjen violväxter. Inga underarter finns listade i Catalogue of Life.